# BMW M3

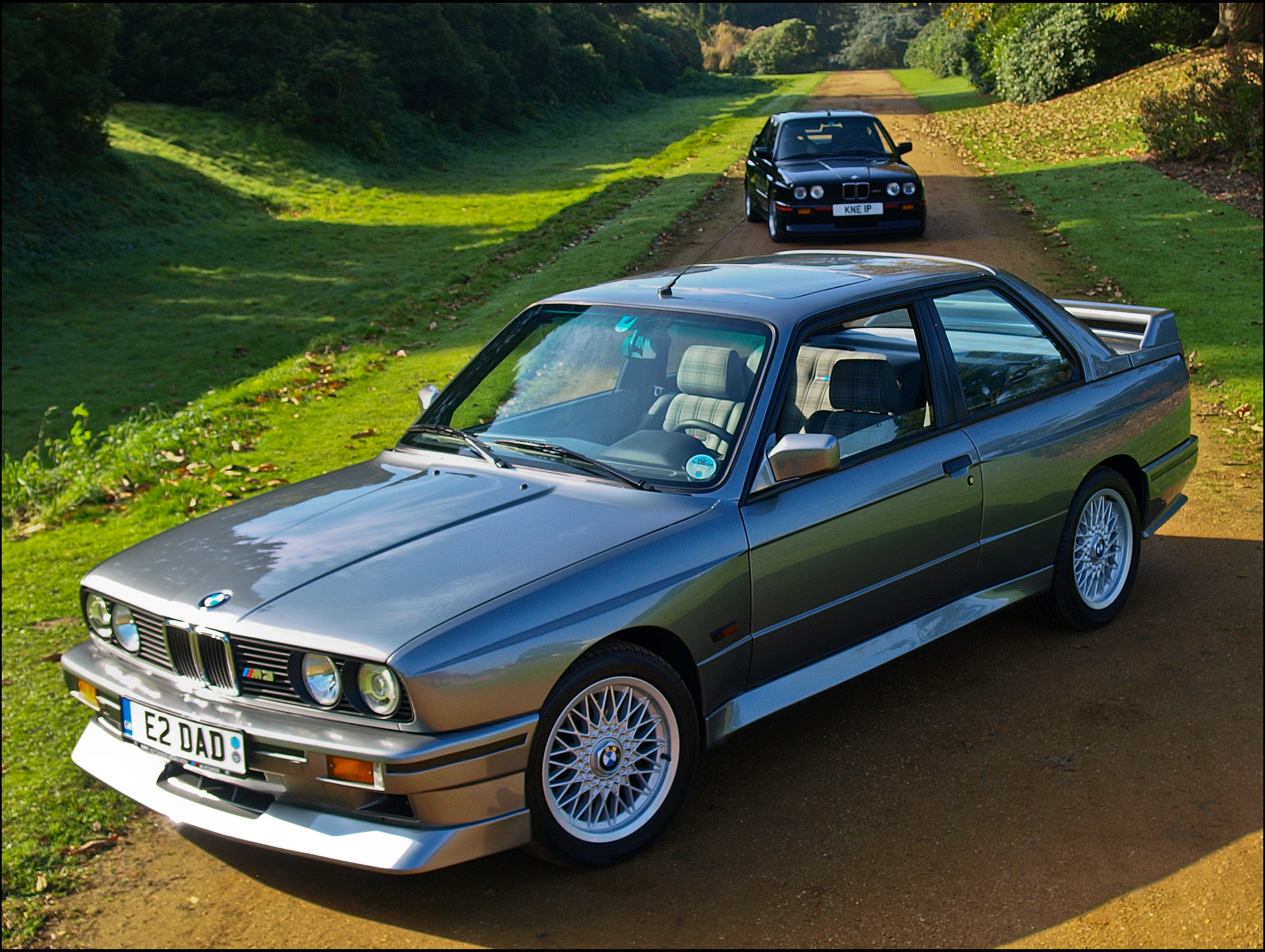
BMW M3 (E30) Evolution II (vorne) und M3 Sport Evolution (hinten)

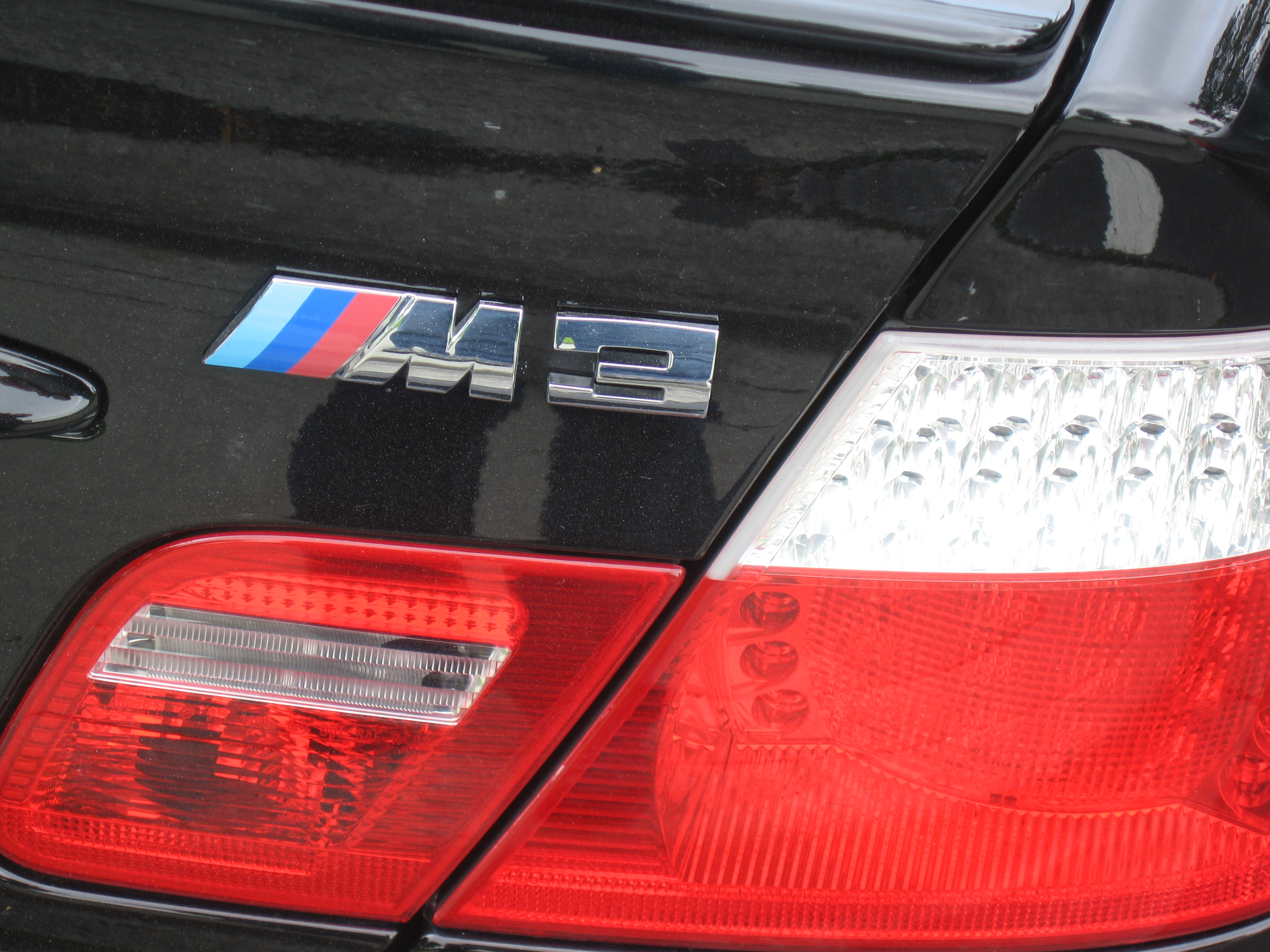
Logo an einem BMW M3 (E46)

Der BMW M3 ist ein Sportmodell der 3er-Reihe von BMW, das seit Anfang 1986 hergestellt wird. Es ist ein Fahrzeug, das von dem BMW-Tochterunternehmen BMW M GmbH entwickelt und anfangs (E30 und E36) auch produziert wurde. Die späteren Baureihen (E46 und E90) entstanden bei der BMW AG. Der BMW M3 ist eine besonders leistungsstarke Variante des jeweiligen 3er-Serienfahrzeugs.
Der BMW M3 (E30) war bei seiner Markteinführung im Frühjahr 1986 nur als zweitürige Limousine lieferbar. Ab Mitte 1988 wurde der M3 auch als Cabrio angeboten.
Beim im Herbst 1992 eingeführten Nachfolgemodell auf Basis des E36 wurde die zweitürige Variante der 3er-Reihe erstmals als Coupé bezeichnet. Ferner war dieser ab 1994 auch als viertürige Limousine sowie als Cabrio erhältlich.
Die dritte Baureihe des M3 (E46) wurde von Mitte 2000 bis Sommer 2006 nur als Coupé und Cabriolet produziert.
Die vierte M3-Ausführung (E90) war erstmals seit 1999 neben Coupé und Cabriolet wieder als Limousine zu haben. Das Cabrio wies nun erstmals ein dreiteiliges Stahlklappdach anstelle eines Stoffverdecks auf.
Im Frühjahr 2014 wurde die fünfte M3-Generation präsentiert, die nur noch als Limousine hergestellt wird, da Coupé und Cabriolet unter dem eigenen Namen M4 verkauft werden. Des Weiteren bekam der M3 erstmals einen eigenen Entwicklungscode: er wird daher nicht unter dem Kürzel F30 geführt, sondern als F80 bezeichnet. Auch die M4-Modelle erhielten eigenständige Bezeichnungen (Coupé: F82; Cabrio: F83).
Die sechste Generation wurde im September 2020 vorgestellt. Im Juni 2022 wurde mit dem M3 Touring erstmals eine Kombi-Version des M3 vorgestellt.

## Baureihen

### E30 (1986–1991)
Die erste M3-Baureihe wurde Anfang 1986 als Homologationsmodell für die Deutsche Tourenwagen-Meisterschaft vorgestellt und basierte auf der Baureihe E30.
Der BMW M3 war zunächst nur als zweitürige Limousine lieferbar, während das Cabriolet im Mai 1988 folgte. Die Basis des M3, der BMW E30, war serienmäßig als Limousine mit zwei Türen erhältlich, wobei es gegen Aufpreis auch vier Türen gab. Diese Option galt jedoch nicht für den M3.
Die Karosserieform wurde für den M3 stark verändert, um unter anderem die Verwindungssteifigkeit, den cw-Wert und die Fahrdynamik weiter zu verbessern. Die Rennsporttauglichkeit stand im Vordergrund, daher konnten Einschränkungen beim Komfort und den Produktionskosten gemacht werden.

### E36 (1992–1999)

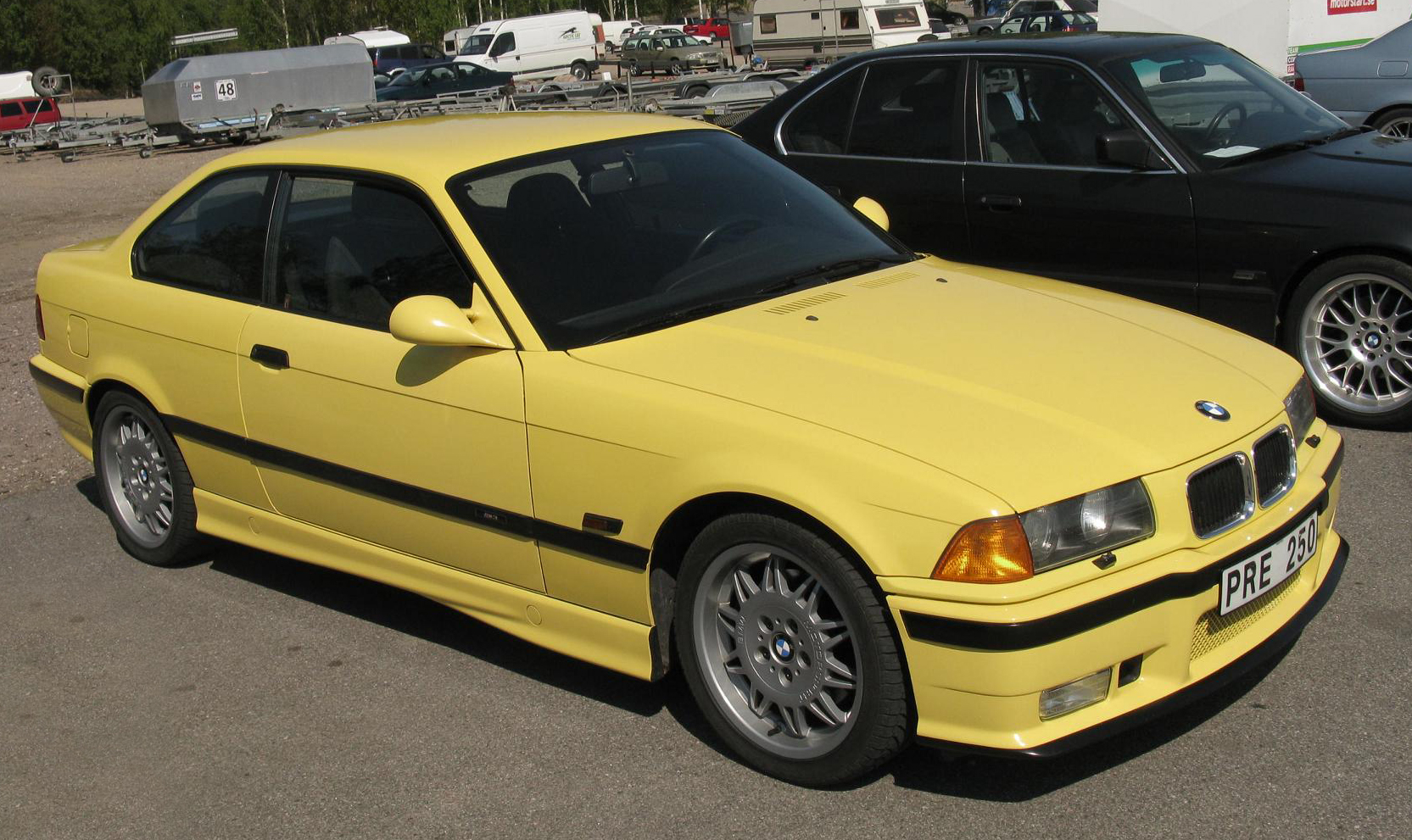
M3 E36 als Coupé in Dakargelb

Die zweite Ausführung des M3 (Baureihe E36) wurde im Sommer 1992 von der BMW Motorsport GmbH vorgestellt, die in der ersten Produktionsphase auf dem zweitürigen Coupé basierte, später um Limousine und Cabrio ergänzt wurde. Sie hatte einen Reihensechszylinder (S50B30)
mit 2990 cm³ Hubraum und vier Ventilen pro Zylinder. Er verfügte über eine maximale Leistung von 210 kW (286 PS), hatte bereits vollvariables VANOS (nur Einlassnockenwelle, stufenlos mit Hochdruck). Das maximale Drehmoment betrug 320 Nm bei 3600 min−1.
Mit Überarbeitung des Motors (S50B32) leistete dieser mit 3,2 Litern Hubraum maximal 236 kW bei 7400 min−1, erhielt ein 6-Gang-Getriebe und war das erste BMW-Fahrzeug mit Doppel-Vanos.
Die erheblich gestiegene Motorleistung des M3 E36 gegenüber dem Vorgänger verlangte unter anderem nach einer Überarbeitung des Fahrwerks und der Bremsanlage. Mit dem M3 3.2 wurde vorne eine Compound-Bremsanlage eingeführt.

### E46 (2000–2006)

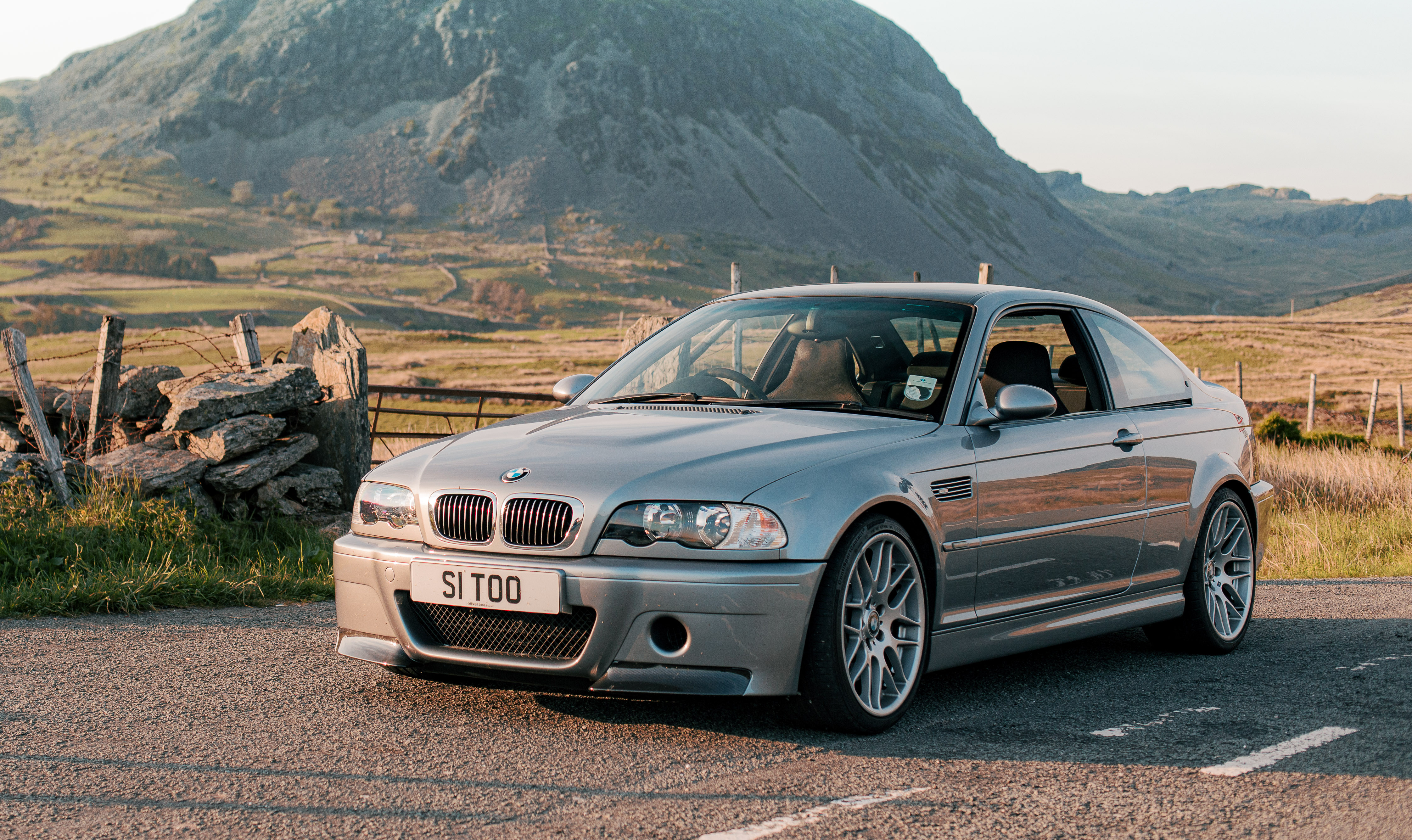
M3 E46, hier als CSL-Version

Der von Mitte 2000 bis Sommer 2006 gebaute M3 (E46) hat einen hochdrehenden 3,2-l-Reihensechszylinder-Motor (BMW S54), der maximal 252 kW (343 PS) bei 7900 min−1 leistet. Äußerlich unterscheidet er sich von anderen Modellen der 3er-Reihe u. a. durch die Auswölbung auf der Aluminiummotorhaube, dem sogenannten „Powerdome“, der jedoch keine technische Funktion hat.
Der Motor ist nach dem Hochdrehzahlkonzept gebaut und arbeitet drehfreudig bis zur Grenze von 8000 min−1, bietet dabei jedoch ein breites nutzbares Drehzahlband, und entwickelt bereits bei 2000 min−1 80 Prozent seines maximalen Drehmoments. Das Fahrwerk war eine Weiterentwicklung des Vorgänger-Fahrwerks vom M3 E36. Weiter kam nun die variable M-Differentialsperre zum Einsatz, die einen Sperrwert zwischen 0–100 % erlaubt, sowie eine schwimmend gelagerte Compound-Bremsanlage an Vorder- und Hinterachse.
Erstmals entstand auch eine Kombiversion des M3. Es blieb bei einer Studie, der BMW M3 Touring Concept fand nie den Weg in die Serienproduktion.

### E90 – E92 – E93 (2007–2013)

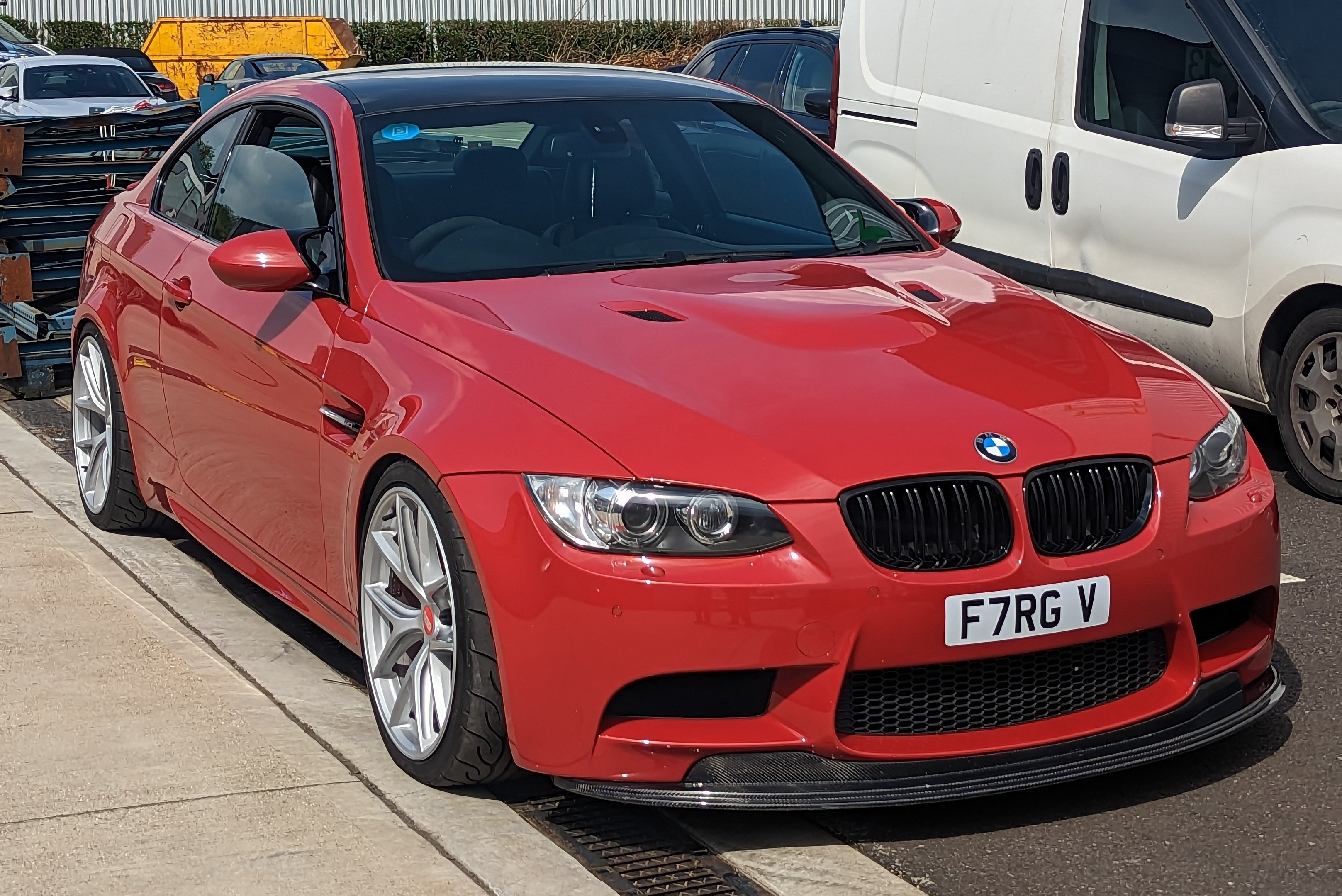
M3 (2007–2013), hier als Coupé E92

Der M3 der vierten Generation war in drei Karosserievarianten erhältlich. Im Herbst 2007 erschien zunächst das Coupé (E92), während im Frühjahr 2008 das Cabriolet (E93) sowie die Limousine (E90) folgten. Einige Details des Vorgängers, wie die Erhebung auf der Motorhaube, die breiteren Radkästen, die vierflutige Auspuffanlage und die Lufteinlässe auf den Kotflügeln, wurden übernommen. Die Außenspiegel ähneln denen des M3 der Baureihe E36.
Bei der Entwicklung versuchte BMW das Gewicht zu verringern. Dafür wurde das Seriendach des Coupés aus kohlenstofffaserverstärktem Kunststoff entwickelt, die Stoßstangenträger aus mit endlosen Glasfasern verstärktem Thermoplast (sog. Organoblech aus Polyamid 6 und Glas) gefertigt und eine Aluminiummotorhaube verwendet. Das Leergewicht liegt bei 1655 kg (Coupé) und damit trotzdem fast 100 kg über dem des Vorgängers. Alle drei Varianten haben den S65-V8-Hochdrehzahl-Motor. Ab Mai 2008 gab es den BMW M3 mit dem von GETRAG entwickelten Doppelkupplungsgetriebe (Marketingbezeichnung: „M-DKG“). Dieses hat sieben Gänge, ist per Schaltwippen am Lenkrad bedienbar und bietet einen Automatikmodus.
Vergleichbare Fahrzeuge deutscher Hersteller sind der Audi RS4 und RS5, der Mercedes-Benz CLK 63 AMG sowie der C63 AMG.

### F80 (2014–2020)

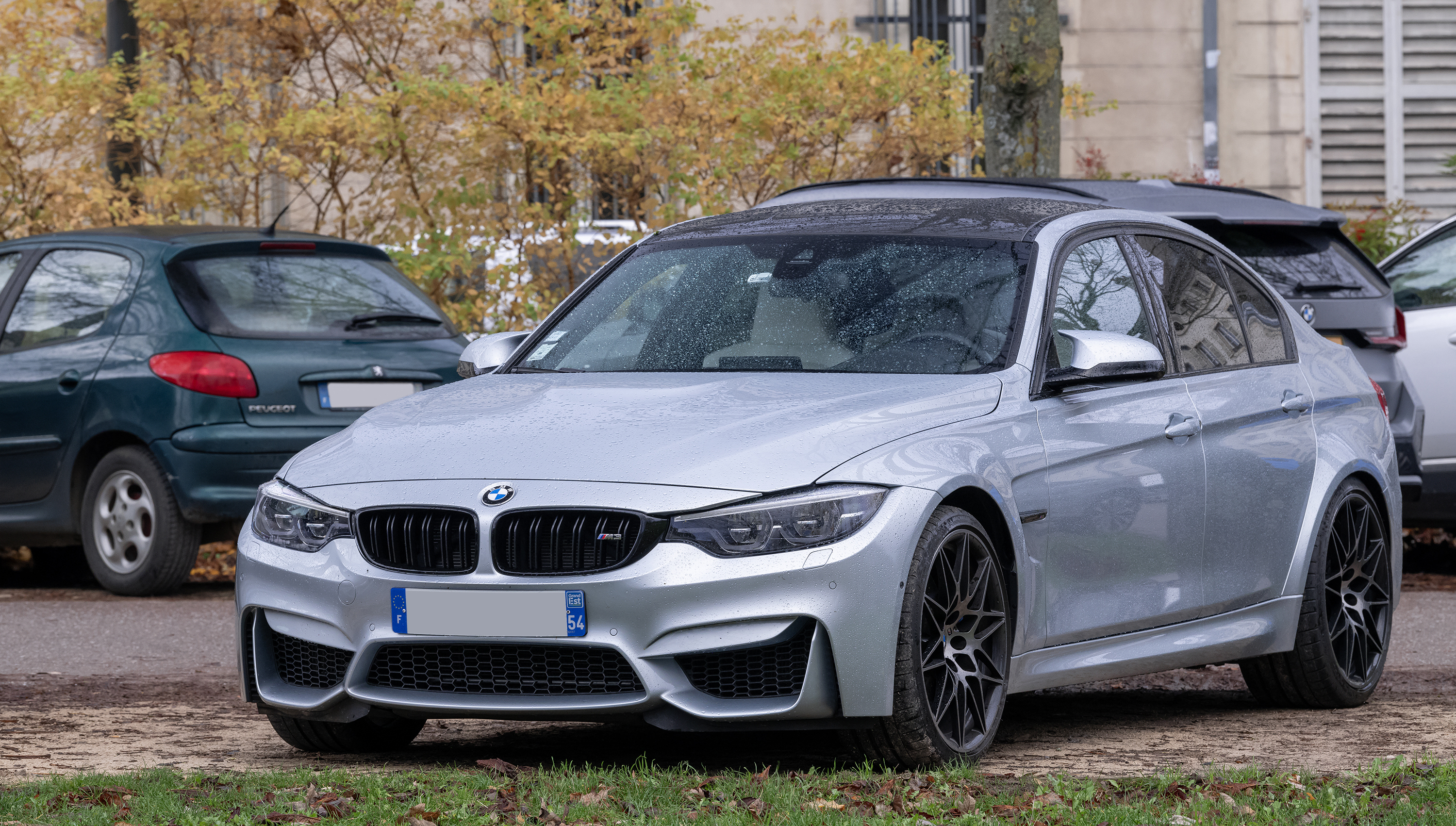
M3 F80

Die ab Frühjahr 2014 lieferbare fünfte Auflage des M3 gibt es nur noch als viertürige Limousine. Das technisch weitgehend identische Coupé (F82) und das Cabriolet (F83) heißen nun M4.
Angetrieben wird der M3, der auf dem BMW F30 basiert, von einem Biturbo-Reihensechszylinder mit 3,0 Liter Hubraum, der maximal 317 kW (431 PS) leistet und zwischen 1850 und 5500 min−1 ein maximales Drehmoment von 550 Nm bietet. Er beschleunigt von 0 auf 100 km/h je nach Getriebe in 4,1 bis 4,3 Sekunden. Zur Wahl stehen ein manuelles Sechsgang-Getriebe und ein 7-Gang-Doppelkupplungsgetriebe, letzteres ist trotz 40 Kilogramm mehr Gewicht für den schnelleren der beiden Beschleunigungswerte verantwortlich. Im Sommer 2018 wurde die Produktion für Europa in Hinblick auf die fehlende WLTP-Zulassung frühzeitig eingestellt.

### G80 – G81 (seit 2021)

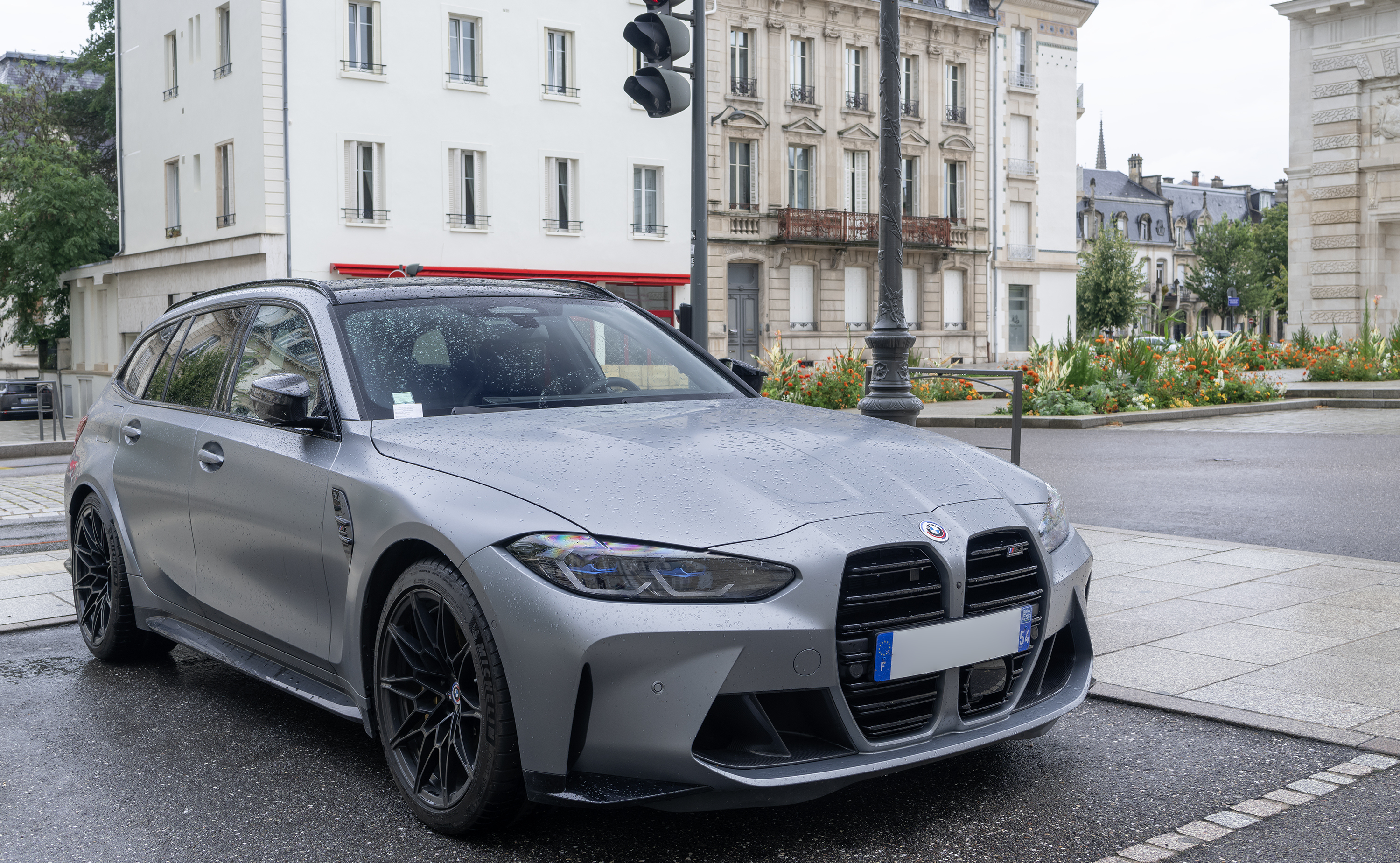
M3 Competition Touring (G81, seit 2022)

Die sechste Generation auf Basis des viertürigen BMW G20 beziehungsweise des zweitürigen BMW G22 als M4 präsentierte BMW im September 2020. Sie ist mit dem Reihensechszylinder S58 ausgestattet. Marktstart war im März 2021. Zum ersten Mal ist der M3 seit 2021 mit Allradantrieb und seit 2022 als Kombi (G81) erhältlich.

## Motorsport
BMW setzte den BMW M3 lange Zeit als Basisfahrzeug für sein Motorsportengagement ein. Seit 2014 werden die zweitürigen Modelle als BMW M4 vermarktet und haben damit den von da an nur noch als viertürige Limousine erhältlichen M3 im Motorsport abgelöst.

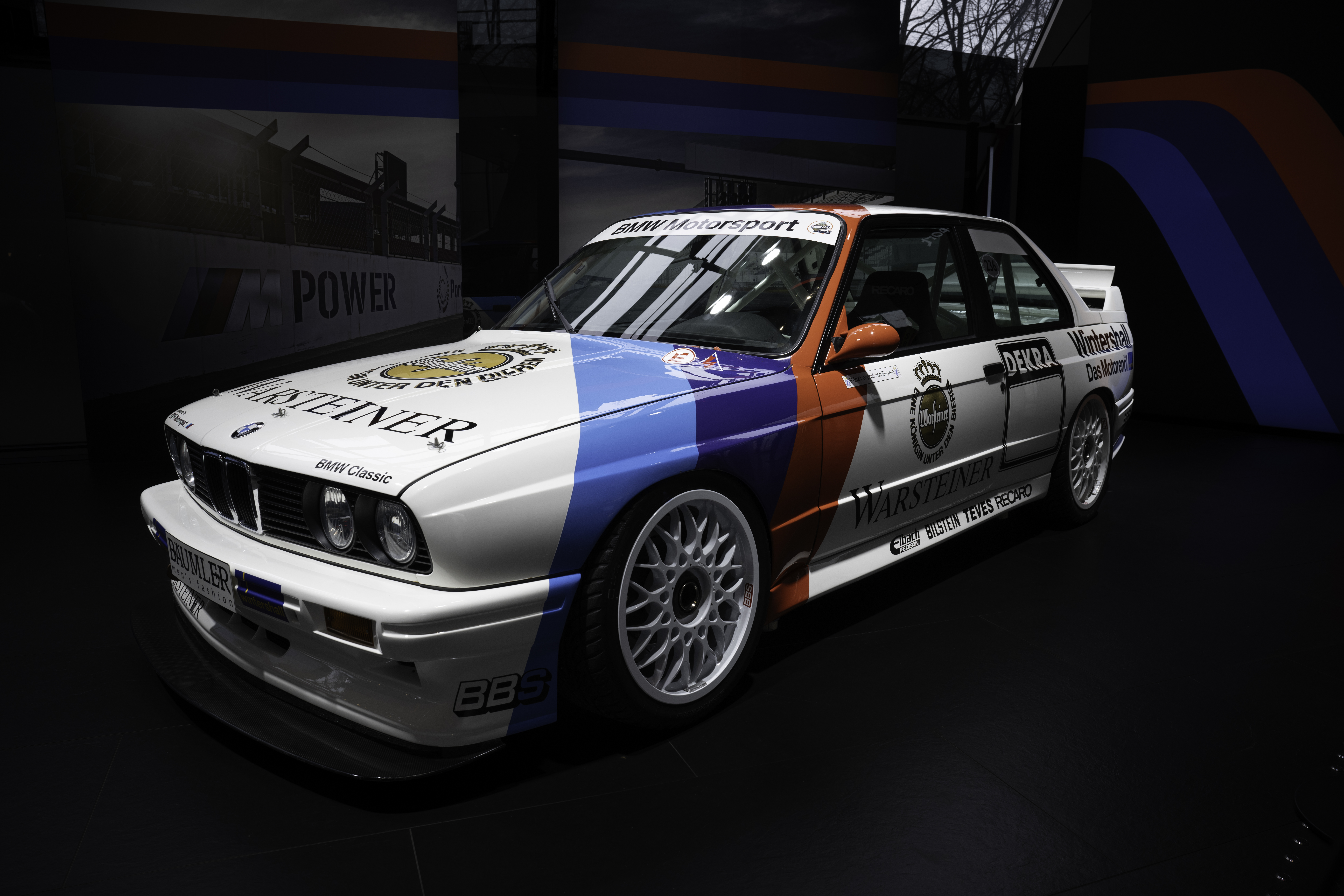
BMW M3 DTM (1987)

Der M3 der Baureihe E30 ist einer der erfolgreichsten Tourenwagen seiner Zeit und war schon im Premierenjahr 1987 konkurrenzfähig. Roberto Ravaglia wurde Tourenwagen-Weltmeister und Eric van de Poele wurde Deutscher Meister, wenngleich beide nur mit einem sehr knappen Vorsprung gewinnen konnten. Zudem wurde Winfried Vogt 1987 Europameister. Ravaglia gewann 1989 die DTM. BMW wurde ab 1987 vier Mal in Folge Markenmeister in der DTM. In der BTCC wurden Frank Sytner 1988 und Will Hoy 1991 Meister auf einem BMW M3. Beim 24-Stunden-Rennen auf dem Nürburgring dem 24-Stunden-Rennen von Spa-Francorchamps war der M3 jeweils vier Mal erfolgreich.
Der M3 GTR (E46) wurde ursprünglich für die American Le Mans Series gebaut und war zunächst in der Saison 2000 mit einem 3,2 Liter großen Reihensechszylinder ausgerüstet. Das werksunterstützte Einsatzteam Prototype Technology Group beendete 7 der 12 Meisterschaftsläufe auf dem Podium und siegte beim Rennen in Laguna Seca mit Hans-Joachim Stuck und Boris Said in der GT-Kategorie. Am Ende der Saison belegte das Team den dritten Platz hinter zwei von Porsche unterstützten Teams. 2001 wurde Schnitzer Motorsport mit überarbeiteten M3 GTR mit Vierliter-V8-Motor in die Serie entsendet, um gegen den Porsche 996 GT3 RSR anzutreten. Beim Petit Le Mans, dem Saison-Finale, eskalierte die Situation jedoch. Schnitzer Motorsport hatte die letzten fünf Rennen in Folge gewonnen, und die Werksfahrer JJ Lehto und Jörg Müller lagen auf Titelkurs. Jedoch hatte es BMW bisher versäumt, die vom GT-Reglement geforderte Straßenversion des M3 mit V8-Motor zu präsentieren. Dies hätte nach Richtlinien der FIA und des ACO bereits am Anfang des Jahres geschehen müssen. So wollte Hauptkonkurrent Porsche das Straßenauto mit dem Vierlitermotor sehen. Hinter der Schnitzer-Box stand jedoch lediglich ein M3 mit V8-Motor und deutscher Zulassung.

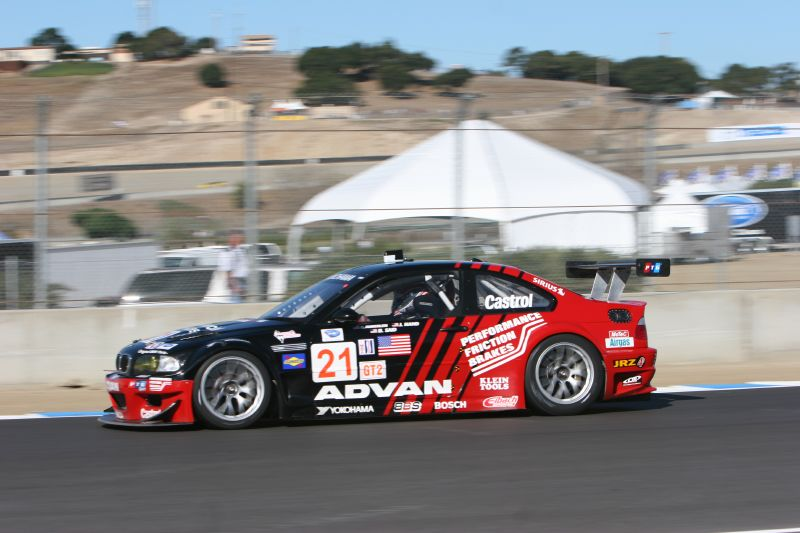
BMW M3 GT2S (2006)

Bis zum Jahresende wurden zehn Stück nachgereicht. BMW hätte bereits im Laufe der Saison 2001 25 Exemplare bauen müssen, um dem Regelwerk zu entsprechen. Die Verantwortlichen der American Le Mans Series entschieden zu Gunsten von BMW, das sich den Fahrer- und Teamtitel der GT-Klasse sicherte. Für das Jahr 2002 wurde das Regelwerk des ACO modifiziert. Alle Fahrzeugmarken mussten nun mindestens 1000 Einheiten des Straßenpendants vorweisen können. Jedoch konnten alle Kleinserienfahrzeuge, wie der M3 GTR, weiterhin an der Meisterschaft teilnehmen, sollten jedoch im Gegenzug die Air-Restrictoren der 1100 kg schweren Fahrzeuge von 30,4 mm auf 29 mm verkleinern. Ebenfalls sollte das Gewicht heraufgesetzt werden. BMW beendete daraufhin sein Engagement mit Schnitzer in der Serie.
Ab 2003 wurde der M3 GTR bei 24-Stunden-Rennen eingesetzt, in Spa-Francorchamps und vor allem für drei 24-h-Rennen auf dem Nürburgring, wo nach dem Getriebeschaden durch Kühlung mit Trockeneis in der Einführungsrunde im Jahr 2003 in den beiden Folgejahren jeweils ein Doppelsieg errungen wurden. Diese beiden Siegerautos sind mittlerweile nicht mehr im Einsatz. Ein Auto steht in München im BMW-Museum, das zweite stand bis zur Auflösung von Schnitzer Motorsport 2020 im Ausstellungsraum der Firma im bayerischen Freilassing.

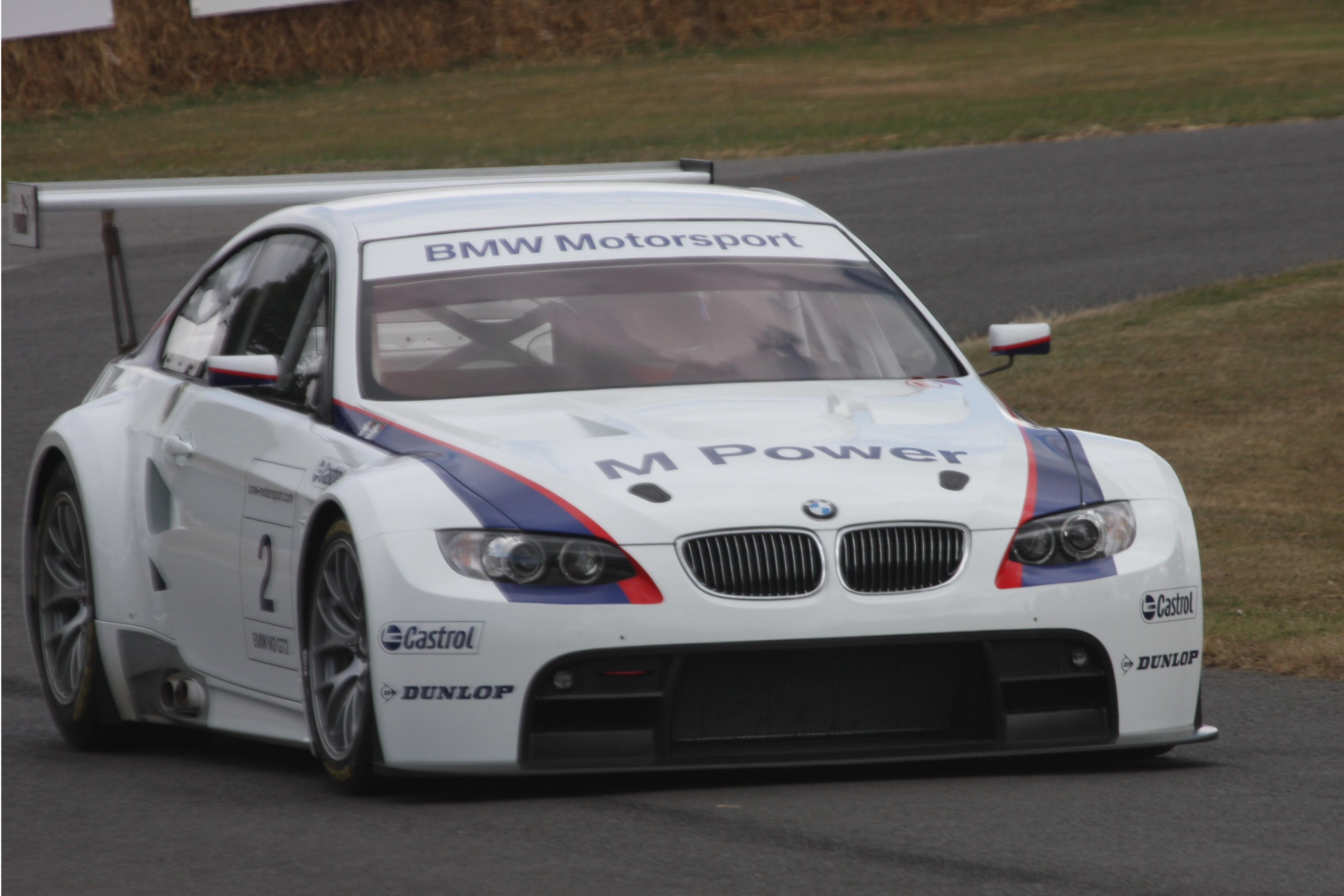
BMW M3 ALMS (2009)

Für die Saison 2006 wurden für Einsätze in der American Le Mans Series erneut ein M3 umgerüstet, nachdem der Serienorganisator IMSA eine neu entworfene Fahrzeugkategorie GT2S ankündigte. Neben dem BMW-Einsatzteam Prototype Technology Group wollte ursprünglich auch Lexus in die Serie einsteigen, jedoch wurde das Projekt des japanischen Herstellers nie umgesetzt. Zudem war mit einem Gewinn der GT2 durch ein Fahrzeug der Unterkategorie GT2S keine Einladung zu dem 24-Stunden-Rennen von Le Mans verbunden. Die Rennauftritte verliefen indes wenig erfolgreich, lediglich Bill Auberlen und Joey Hand beendeten zwei der zehn Meisterschaftsläufe auf dem Podium der GT2-Kategorie.
Anfang 2008 wurde der M3 ALMS vorgestellt. Das auf dem E92 basierende Coupé ist mit 1150 kg rund 430 kg leichter als das Serienfahrzeug und aufgrund des Spoilerkits auch wesentlich breiter. Für diese Gewichtsreduktion war extremer Leichtbau nötig, so dass viele Teile durch Carbonteile ersetzt wurden. Der V8-Motor liefert nun 357 kW (485 PS) statt der serienmäßigen 309 kW. Die Elektronik wie auch die Aerodynamik wurden mit Hilfe der Formel-1-Erfahrung von BMW optimiert. Den ersten Einsatz hatte der neue M3 ALMS 2009 beim 12-Stunden-Rennen von Sebring. Bis dahin absolvierten Jörg Müller, Augusto Farfus und Andy Priaulx ein straffes Testprogramm, um die Entwicklung voranzutreiben. Zum Einsatz in der ALMS-Saison 2009 kam der M3 ALMS bei dem US-Team Rahal Letterman Racing.

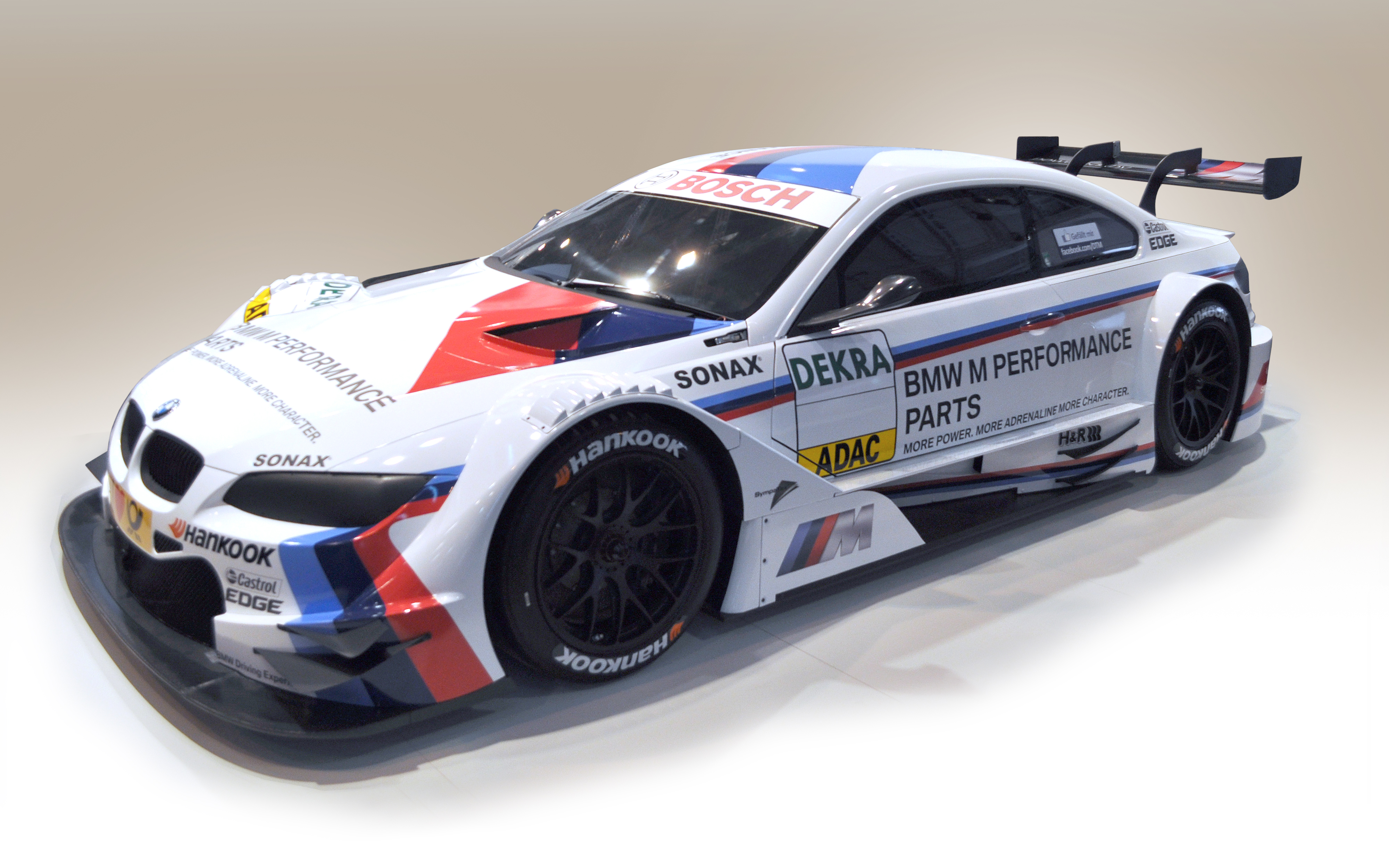
BMW M3 DTM

2010 wurde der M3 von Schnitzer Motorsport in der VLN-Serie mit den 24-Stunden-Rennen am Nürburgring und der LMS-Serie mit den 24-Stunden-Rennen von Le Mans sowie dem 24-Stunden-Rennen von Spa-Francorchamps eingesetzt. Am Nürburgring konnte dabei der 19. Gesamtsieg, in Spa der Klassensieg bejubelt werden. In Spa führte man bis zur letzten Stunde sogar die Gesamtwertung an, bevor man nach einem Aufhängungsschaden wertvolle Zeit verlor.
Zur Saison 2012 stieg BMW wieder an der DTM ein. Die in dieser Rennserie eingesetzten Fahrzeuge ähneln im äußeren Erscheinungsbild der Coupe-Version, haben aber mit dem Serienmodell sonst nichts gemeinsam. Es wird dem Reglement entsprechend von einem 4,0-Liter-V8-Motor angetrieben, der ca. 480 PS (353 kW) leistet. Ab der Saison 2014 wurde der M3 durch den M4 DTM ersetzt.